# Melaenosia
Melaenosia is een monotypisch geslacht van spinnen uit de  familie van de Spinneneters (Mimetidae).

## Soort
- Melaenosia pustulifera Simon, 1906